# Heze (Shandong)

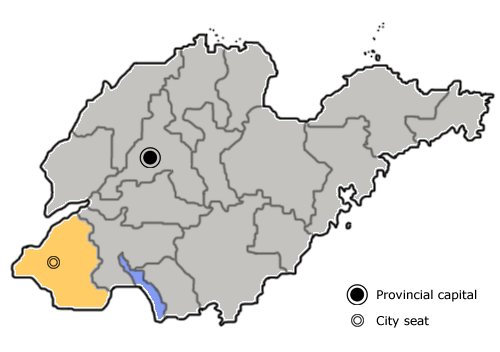
Lage Hezes in Shandong

Heze (菏泽市; Pinyin: Hézé Shì) ist eine bezirksfreie Stadt im Südwesten der ostchinesischen Provinz Shandong. Heze hat eine Fläche von 12.239 km² und 8.795.939 Einwohner (Stand: Zensus 2020). In dem eigentlichen städtischen Siedlungsgebiet leben 559.636 Menschen (Stand: Zensus 2010).

## Administrative Gliederung
Die bezirksfreie Stadt Heze setzt sich auf Kreisebene aus zwei Stadtbezirken und sieben Kreisen zusammen. Diese sind (Stand: Zensus 2010):
- Stadtbezirk Mudan – 牡丹区 Mǔdān Qū, 1.416 km², 1.346.717 Einwohner;
- Stadtbezirk Dingtao – 定陶区 Dìngtáo Qū, 846 km², 565.793 Einwohner;
- Kreis Cao – 曹县 Cáo Xiàn, 1.969 km², 1.365.675 Einwohner;
- Kreis Chengwu – 成武县 Chéngwǔ Xiàn, 949 km², 612.016 Einwohner;
- Kreis Shan – 单县 Shàn Xiàn, 1.702 km², 1.063.243 Einwohner;
- Kreis Juye – 巨野县 Jùyě Xiàn, 1.303 km², 860.581 Einwohner;
- Kreis Yuncheng – 郓城县 Yùnchéng Xiàn, 1.643 km², 1.040.690 Einwohner;
- Kreis Juancheng – 鄄城县 Juànchéng Xiàn, 1.041 km², 721.898 Einwohner;
- Kreis Dongming – 东明县 Dōngmíng Xiàn, 1.370 km², 711.080 Einwohner.

## Geschichte
- Am 20. Juli 2015 tötete ein Attentäter bei einem Selbstmordanschlag auf einen Park sich selbst, zwei weitere Personen und verletzte 23.[4][5]

## Persönlichkeiten
- Zhang Chunqiao (1917–2005), Politiker
- Xue Fei (* 1989), Langstreckenläuferin